# Ленено семе
Лененото семе е семето на растението лен.

## Описание
В зависимост от сорта лененото семе има кафява или жълта обвивка, лек вкус на ядка и съдържа около 40% мазнини (ленено масло). От тях възлизат около 50% полиненаситени омега-3 мастни киселини (алфа-линоленова киселина). Затова лененото масло има най-висока концентрации на омега-3 мастни киселини в сравнение с всички останали растителни масла. Други важни съставки са слузни вещества, линамарин, протеини, лецитин, стероли, пластохроманол, витамини В1, В2, В6 и Е, както и никотинова, фолиева и пантотенова киселина.
|  | Тази страница частично или изцяло представлява превод на страницата Leinsamen в Уикипедия на немски. Оригиналният текст, както и този превод, са защитени от Лиценза „Криейтив Комънс – Признание – Споделяне на споделеното“, а за съдържание, създадено преди юни 2009 година – от Лиценза за свободна документация на ГНУ. Прегледайте историята на редакциите на оригиналната страница, както и на преводната страница, за да видите списъка на съавторите. ВАЖНО: Този шаблон се отнася единствено до авторските права върху съдържанието на статията. Добавянето му не отменя изискването да се посочват конкретни източници на твърденията, които да бъдат благонадеждни. |